# 137 TCN
Năm 137 TCN là một năm trong lịch Julius. 